# Cokotherium
Cokotherium is een geslacht van uitgestorven zoogdieren behorend tot de Eutheria dat in het Vroeg-Krijt voorkwam in het tegenwoordige Oost-Azië (China). Het omvat als enige soort Cokotherium jiufotangensis, bekend van één gedeeltelijk skelet, waarvan een deel van de achterpoten en de staart ontbreken. Het dier werd gevonden in de Jiufotangformatie (120 miljoen jaar geleden), het bovenste deel van de fossiele Jehol biota. De geslachtsnaam Cokotherium is een eerbetoon aan de bijnaam van wijlen paleontoloog Chuan-Kui Li, een specialist op het gebied van de Jiufotangformatie. De soortaanduiding verwijst naar de formatie in kwestie. Cokotherium is een van de jongste en best bewaarde eutheriërs uit het Vroeg-Krijt en illustreert een reeks overgangsomstandigheden tussen leden van Eutheria uit het Vroeg- en Laat-Krijt.

## Beschrijving

### Gebit
De snijtanden, hoewel conisch en stomp zoals bij andere eutheriërs uit het Vroeg-Krijt, zijn in aantal gereduceerd; er zijn er vier in de bovenkaak en drie in de onderkaak. Zowel de bovenste als de onderste hoektanden hebben één wortel, zoals bij de metatheriërs (buideldierachtige theriërs). Net als de meeste eutheriërs uit het Mesozoïcum heeft Cokotherium vijf premolaren en drie molaren in zowel de boven- als onderkaak. Net als bij taxa uit het Laat-Krijt is de laatste premolaar 'gemolariseerd', met drie wortels en opgezette cuspen die verwant zijn aan de daaropvolgende molaren. Omgekeerd is de proton van de laatste premolaar veel kleiner dan bij de molaren en de laatste premolaar mist elke molaarachtige specialisatie. De tribosfenische molaren zijn eenvoudiger dan bij de meeste eutheriërs uit het Laat-Krijt. De bovenste kiezen hebben weinig extra uitsteeksels of richels buiten de drie belangrijkste cuspen (protocone, paracone en metacone). Ook de onderkiezen hebben een stevige trigonide regio (met drie cuspen: de protoconide > metaconide > paraconide) en een uitgestrekte talonide regio (met twee cuspen: een entoconide en hypoconulide).
Bij het enige bekende exemplaar van Cokotherium was de derde premolaar aan het doorbreken, omdat zowel een melktand als een blijvende tand dezelfde positie in de kaak innemen. De andere premolaren zijn volledig ontwikkeld, inclusief de tweede en vierde bovenste premolaar. Afwisselende tandvervanging, waarbij oneven genummerde tanden los staan van hun even genummerde buren, is beschreven bij enkele andere zoogdieren uit het Mesozoïcum, waaronder de eutherische Juramaia uit het Jura. Dit staat in contrast met de toestand bij placentadieren (levende eutheriërs), waarbij de tanden in een consistente volgorde van voor naar achter worden teruggeplaatst. De linkerhoektand moest ook nog doorbreken, ondanks de volledige ontwikkeling en het gebruik van de kiezen en resterende hoektanden. De vertraagde doorbraak van de linkerhoektand is waarschijnlijk eerder een gevolg van een plaatselijke verwonding dan een ontwikkelingsstoornis.

### Andere kenmerken
Cokotherium is de enige eutheriër met direct behoud van een verbeend meckeliaans kraakbeen, vergelijkbaar met niet-therische zoogdieren. Enkele andere vroege eutheriërs hebben een meckeliaanse groef, een groef op de ectotympanic die erop wijst dat er meckeliaans kraakbeen aanwezig was aan de basis van Eutheria. Het meckeliaans kraakbeen van Cokotherium is gereduceerd tot een slanke streng die tegen de hoekige uitsteeksels van de onderkaak ligt, volledig los van de middenoorbeentjes. De processus angularis zelf is duidelijk langer dan bij andere vroege eutheriërs. Micro-CT scanning heeft aangetoond dat Cokotherium het best bewaarde ossale labyrint (binnenoor) van alle eutheriërs uit het Vroeg-Krijt heeft, met een combinatie van geavanceerde en plesiomorfe ('primitieve') kenmerken ten opzichte van latere eutheriërs.

## Fossiele vondsten
Fossielen van Cokotherium zijn afkomstig uit de Yixian-formatie in de Chinese provincie Liaoning. Deze vondsten hebben een ouderdom van ongeveer 120 miljoen jaar.

## Kenmerken
Bij Cokotherium vertoonde het middenoor nog primitieve kenmerken in vergelijking tot de latere Eutheria.